# Warneckea sessilicarpa
Warneckea sessilicarpa är en tvåhjärtbladig växtart som först beskrevs av Abílio Fernandes och Rosette Mercedes Saraiva Batarda Fernandes, och fick sitt nu gällande namn av Jacq.-fél.. Warneckea sessilicarpa ingår i släktet Warneckea och familjen Melastomataceae. IUCN kategoriserar arten globalt som otillräckligt studerad. Inga underarter finns listade i Catalogue of Life.